# أسامة البسطاوي
أسامة البسطاوي مغني وممثل مغربي وهو من مواليد عام 1987، كما تجدر الإشارة إلى أنه الابن الأكبر للفنان المغربي الكبير الراحل محمد البسطاوي.

## المسيرة الفنية
بدأ أسامة مسيرته الفنية عبر مشاركته في مسابقة ستوديو دوزيم سنة 2010 كمغني قبل أن يتجه إلى عالم التمثيل والمشاركة في عدة أعمال بأدوار صغيرة إلى أن شاءت الصدف أن يلعب أول دور مهم له في مسلسل دار الغزلان الذي عرض في رمضان من سنة 2015، كما لعب دورا مهما آخر في فيلم وعدي بجزئيه الأول والثاني.

## عمل مع
- محمد البسطاوي (والده)
- سعيد باي
- صفاء حبيركو
- ادريس الروخ
- أحمد الناجي
- مريم الزعيمي
- دنيا بوتازوت
- محمد الشوبي

## قائمة أعماله

### مسلسلات
- على غفلة
- السر المدفون
- اوشن
- ساعة في الجحيم
- وعدي(الجزء الثاني)
- وعدي(الجزء الأول)
- دار الغزلان(الجزء الثاني )
- دار الغزلان(الجزء الأول)
- عرس الديب
- حبال الريح

### أفلام
- ذاكرة الحب 2017
- راجل المرأة 2020